# Конопацкий, Гасан
Гасан Амуратович Конопацкий (тат. Хәсән Аморат улы Канапацкий, бел. Гасан Амуратавіч Канапацкі, пол. Hassan Konopacki; 25 февраля 1879, Минск — 11 мая 1953, Быдгощ) — российский, белорусский и польский военный и политический деятель, живший в период между мировыми войнами в Вильно (Вильнюсе), полковник, командир белорусских военных частей в польской армии (1919—1921).

## Биография
Родился в татарской семье, сын коллежского асессора Амурата Конопацкого. Окончил Полоцкий кадетский корпус, Константиновское артиллерийское училище(1897), участвовал в Русско-японской войне 1904—1905 годов и Первой мировой войне.
В 1917 году в чине полковника командовал 69-й артиллерийской бригадой Западного фронта. Во время войны получил отравление газами, лечился и служил в Минске в эвакуационном пункте (май — октябрь 1917 года).
10 мая 1918 года, после расформирования 69-й артиллерийской бригады, сдал деньги и документы Московскому губернскому комиссару военных дел и вернулся в Минск.
22 октября 1919 года декретом Юзефа Пилсудского был назначен командиром белорусских военных частей, вошел в состав Белорусской военной комиссии. С 09.04.1920 г. в отставке.
Летом 1920 года переехал в Вильно, который к тому времени был уже оккупирован поляками. Принимал активное участие в белорусском движении: был заместителем председателя Совета старшин Белорусского музыкально-драматического кружка и секретарём Белорусского гражданского собрания (БГС). После раскола в БГС, который произошел 21 сентября 1924 года, стал заместителем председателя в созданной Временной белорусской Раде (до апреля 1925 года), которая сотрудничала с польскими властями, противостоя Белорусскому Посольскому клубу. В это время сблизился с Франциском Олехновичем, Арсением Павлюкевичем, Макаром Костевичем (Кравцовым). Входил в состав общественного объединения «Белорусская хатка».
26-28.06.1926 — участвовал в съезде Западной Белоруссии, созванным Временной белорусской Радой. как представитель общество «Прасвета».
21.11.1927 — 02.04.1928 г. возглавлял редакцию журнала «Беларускі радны» в Вильне.
С 1937 года работал в бухгалтерии Земского банка.
В 1941—1943 годах, во время немецкой оккупации, был председателем родительского комитета Виленской белорусской гимназии, писал фельетоны в «Беларускі голас».
В июне 1946 года вместе с семьей выехал в Польшу в город Быдгощ, где и умер.

## Семья
Жена — Елена, дочь Тамара и сын Мацей.